# Inva Mula
Inva Mula (* 27. června 1963, Tirana) je albánská sopranistka.

## Životopis
Je dcerou albánského zpěváka a skladatele Avni Muly, který podporoval hudební nadání své dcery od útlého věku. Vystudovala zpěv a hru na klavír v rodném městě Tiraně. V roce 1987 zvítězila v pěvecké soutěži  Këngëtarja Shqiptare v Tiraně, 1988 v soutěži v Bukurešti a o pět let později v Butterfly soutěži v Barceloně. Také získala ocenění v roce 1993 v první operní soutěži Plácida Dominga v Paříži.
Zvláště důležitá pro její kariéru byla spolupráce s dirigentem Riccardem Mutim. Zpívala v Tokiu, Torontu, Bilbau, Terstu, Paříži, Toulouse, Berlíně, Hamburku, Veroně, Miláně, Vídni, Ženevě, Los Angeles a Madridu. Mezi její role patří Gilda v Rigolettovi, Musette v La Bohème, Violetta v La Traviata, Micaela v Carmen a Lucia v Lucii di Lammermoor. Nazpívala árii z Donizettiho Lucia di Lammermoor pro sci-fi film Pátý element.
V letech 1987–2009 byla provdána za albánského zpěváka a skladatele Pirra Çaka.